# Wojciech Bauer
Wojciech Bauer (ur. w 1954 w Ełku) – polski pisarz.

## Życiorys
Ukończył Politechnikę Śląską i MBA w dziedzinie zarządzania. Jest bankowcem, ekspertem od badania rynku stali. Debiutował w 1991 powieścią fantasy Wieża Życia (Krajowa Agencja Wydawnicza), po czym zamilkł na 14 lat. W 2005 powrócił powieścią Ayantiall (Wydawnictwo GAM), tworzącą wraz z Wieżą Życia dylogię Dzieje Loinu. W 2007 ukazała się powieść Zapach trzciny (Wydawnictwo Literackie Semper) inspirowana biografią autora. W kwietniu 2013 ukazały się dwie kolejne powieści: Spowiednik rzeczy i Wszystkie nieba. Pierwsza jest bliską realizmowi magicznemu opowieścią o pisarzu, odnajdującym natchnienie na prowincji, druga zaś przedstawia w onirycznej narracji historię ośrodka Gotteswind, gdzie niepełnosprawnych uczy się latać. Obie książki wraz z Zapachem trzciny pokazują ewolucję głosu pisarskiego Bauera, który od fantastyki zmierza w kierunku prozy psychologicznej. Wydana w 2016 powieść Pora chudych myszy (Wydawnictwo Videograf) jest próbą otwarcia literackiego na nowy w twórczości Bauera gatunek, jakim jest thriller kryminalny. W 2018 ukazała się papierowa edycja powieści Wszystkie nieba (Wydawnictwo Videograf).

## Twórczość
- Wieża Życia (1991 i 2005)
- Ayantiall (2005)
- Zapach trzciny (2007)
- Wszystkie nieba (ebook 2013, edycja papierowa 2018)
- Spowiednik rzeczy (ebook, 2013)
- Pora chudych myszy (2016)